# Douglas Gordon-Hallyburton
Douglas Gordon-Hallyburton (10 octobre 1777 – 25 décembre 1841) est un militaire écossais et un membre du Parlement.

## Biographie
Il est le fils unique de Charles Gordon (4e comte d'Aboyne) et sa seconde épouse Mary, fille de James Douglas (14e comte de Morton) et Agatha, héritière de James Halyburton de Pitcur,. En 1784, après la mort de son cousin germain Hamilton Douglas Halyburton, il hérite de Pitcur, près de Kettins dans le Forfarshire, et adopte le nom et les armes des Hallyburton de Pitcur.
Le 28 mars 1795, il rejoint l'armée en tant que porte-étendard du 2e bataillon du Royal Scots, et monte en garde rapidement pour devenir lieutenant dans le 2e Bataillon du 78e régiment d'infanterie le 25 août et capitaine dans le 113e régiment d'infanterie, le 31 août de la même année. Il a servi dans les Guerres de la Révolution française avec l'Archiduc Charles et sous les ordres de Charles Craufurd le 4 juillet 1796. Après une période de demi-solde, il rejoint le 22e Régiment d'infanterie le 14 août 1798 avant d'échanger avec le Grenadier Guards comme lieutenant le 25 décembre. Il a conservé le grade de capitaine jusqu'à ce qu'il soit nommé Adjudant-général avec le grade de major le 11 juin 1803.
Le 16 juillet 1807, à Dublin, il épousa Louisa, fille d'Edward Leslie, 1er baronnet de Tarbert, comté de Kerry; ils n'ont pas d'enfants.
Le 21 mars 1828, Douglas Gordon-Hallyburton est nommé sous lieutenant pour le Forfarshire par le Lord Lieutenant, Lord Airlie. En 1831, le député pour le comté, William Ramsay Maule est élevé à la pairie, et à la suite des élections, Lord Airlie le frère de Donald Ogilvy est élu. Toutefois, cette élection est annulée et le nom d'Hallyburton lui est substitué le 31 janvier 1832. Il est réélu lors des Élections générales britanniques de 1832 et de nouveau en 1835.
En 1836, son demi-frère, George succède au dernier duc de Gordon comme marquis de Huntly, et le 29 juin de cette année, Douglas reçoit le rang et le titre du plus jeune fils d'un marquis, devenant Lord Douglas Gordon-Hallyburton. Il est élu de nouveau pour le Forfarshire en 1837 et siège jusqu'aux Élections générales britanniques de 1841. Il est mort plus tard dans l'année, et ses propriétés passent à son neveu Frederick Gordon, qui lui a également succédé comme député. Son épouse est décédée le 2 octobre 1851.